# Cricket Scotland
Cricket Scotland (CS) ist der nationale Dachverband für Cricket in Schottland. Der im Jahr 1908 gegründete Verband hat seinen Sitz in Edinburgh. Seit 1994 vertritt er Schottland beim Weltverband International Cricket Council (ICC) als Associate Member und beim Kontinentalverband European Cricket Council (ECC).

## Geschichte
1879 wurde mit der Scottish Cricket Union (SCU) der erste Verband gegründet, der jedoch aufgrund finanzieller Probleme und einer sinkenden Mitgliederzahl nur vier Jahre bestand. 1908 erfolgte die abermalige Gründung der Scottish Cricket Union.
Bis in die frühen 1990er Jahre wurde Schottland (wie Irland) von England vertreten, wodurch diese Mannschaft faktisch das gesamte Vereinigte Königreich und die Republik Irland vertrat. Im Jahr 1992 zog sich Schottland vom damaligen englischen Verband Test and County Cricket Board zurück und beantragte die eigenständige Aufnahme in den International Cricket Council (ICC), was 1994 gewährt wurde, ein Jahr später als Irland. 2001 erfolgte die Umbenennung des Verbandes in Cricket Scotland, was mit Strukturreformen einherging.

## Aufgabe
Cricket Scotland stellt die Schottland vertretenen Cricket-Nationalmannschaften, einschließlich der für die Männer, Frauen und Jugend, zusammen. Der Verband ist außerdem verantwortlich für die Durchführung von ODI- und T20I-Serien gegen andere Nationalmannschaften sowie die Organisation von Heimspielen und -turnieren. Neben der Aufstellung des Teams ist er verantwortlich für den Kartenverkauf, der Gewinnung von Sponsoren und der Vermarktung der Medienrechte.
Daneben organisiert der Verband das Kinder- und Jugend-Cricket in Schottland. Wie andere Cricketnationen verfügt Schottland über U-19-Nationalmannschaften für Jungen und Mädchen, die an den entsprechenden Weltmeisterschaften (Jungen und Mädchen) teilnehmen.
Der Verband organisiert auch den nationalen Spielbetrieb. Dies betrifft vor allem die Regional Pro Series. 2019 kündigte Cricket Scotland zusammen mit dem Koninklijke Nederlandse Cricket Bond und Cricket Ireland die Euro T20 Slam an. An diesem neuen Turnier sollen jeweils zwei Mannschaften aus Irland, den Niederlanden und Schottland teilnehmen.
Cricket Scotland richtet auch regelmäßig internationale Turniere aus. So war es bereits Gastgeber des Cricket World Cup 1999 (zusammen mit England, Irland und den Niederlanden). Es ist geplant, dass Irland zusammen mit England und Schottland den T20 World Cup 2030 austragen wird.

## Logo
Die Distel ist die Nationalpflanze Schottlands und das Symbol der Nationalmannschaft. Einer Legende zufolge spielte die „beschützende Distel“ eine entscheidende Rolle bei der Verteidigung Schottlands gegen nächtlich angreifende Wikinger, als einer von ihnen barfuß auf eine Distel trat und sein Schmerzensschrei die schottischen Verteidiger warnte. Die lateinische Losung Nemo me impune lacessit (dt.: „Niemand reizt mich ungestraft“) war der Wahlspruch der schottischen Monarchen und er ist dies immer noch des Distelordens und der Scots Guards.